# Juliane Pickel
Juliane Pickel (* 1971 in Ratingen) ist eine deutsche Pädagogin, Journalistin und Schriftstellerin.

## Leben und Wirken
Juliane Pickel wurde 1971 in Ratingen geboren. In Münster und Hamburg studierte sie Erziehungswissenschaft. Nach einer anschließenden Ausbildung zur Fachzeitschriftenredakteurin arbeitet sie in der Online-Redaktion des NDR. Seit 1994 lebt sie in Hamburg.
2021 erschien mit Krummer Hund Juliane Pickels Debütroman, der breit rezipiert sowie mehrfach ausgezeichnet wurde.  Der Roman wurde von Jana Vetten für die Bühne adaptiert und am 23. Oktober 2021 im Theater an der Parkaue in Berlin uraufgeführt; am 16. März 2024 feierte das Stück im Theater im Marienbad in Freiburg erneut eine Premiere. Mit Rattensommer folgte 2023 Juliane Pickels zweiter Roman, der ebenfalls auf ein positives Echo stieß.

## Werke
- Krummer Hund. Roman. Beltz & Gelberg, Weinheim 2021, ISBN 978-3-407-75875-0.
- Rattensommer. Roman. Beltz & Gelberg, Weinheim 2023, ISBN 978-3-407-75687-9.

## Auszeichnungen (Auswahl)
- 2017: Walter-Kempowski-Literaturpreis
- 2018: Förderpreis für Literatur der Stadt Hamburg
- 2021: Peter-Härtling-Preis
- 2021: Luchs des Jahres
- 2021: Hauptpreis des Literaturwettbewerbs der Gruppe 48
- 2022: Werkstipendium des Deutschen Literaturfonds
- 2022: Kranichsteiner Jugendliteratur-Stipendium
- 2022: Nominiert für den Deutschen Jugendliteraturpreis
- 2023: Saarländischer Kinder- und Jugendbuchpreis